# Klaus Rost (Ringer)

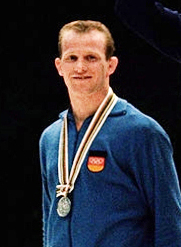
Klaus Rost: Silber im Freistilringen bei Olympia 1964 in Tokio

Klaus-Jürgen Rost (* 2. März 1940 in Witten; † 10. August 2023 ebendort) war ein deutscher Ringer.

## Werdegang
Klaus Rost begann mit 12 Jahren mit dem Ringen bei der KSV Witten 07. Bereits 1958 wurde er deutscher Jugendmeister (griechisch-römischer Stil, bis 62 kg Körpergewicht). Schon im nächsten Jahr wurde er erstmals deutscher Meister bei den Senioren. Von da an begann eine erfolgreiche Ringerlaufbahn, die bis 1973 dauerte.
Bereits 1963 gewann er bei den Weltmeisterschaften in Helsingborg im Leichtgewicht, nach seinem Wechsel zum Ortsrivalen SU Annen, im griechisch-römischen Stil, eine Bronzemedaille. Sein größter Erfolg war aber ohne Zweifel der Gewinn der olympischen Silbermedaille bei den Olympischen Spielen 1964 in Tokio im Leichtgewicht, freier Stil.
Für diese Leistung erhielt er am 11. Dezember 1964 aus der Hand des Bundespräsidenten Heinrich Lübke das Silberne Lorbeerblatt.
Vier Jahre später verpasste er bei den Olympischen Spielen in Mexiko-Stadt mit einem 4. Platz im griechisch-römischen Stil nur knapp eine Medaille. Einen weiteren guten 4. Platz errang Klaus Rost bei den Weltmeisterschaften 1969 in Mar del Plata.
Klaus Rost errang insgesamt 16 deutsche Meistertitel. Dabei war er einer der wenigen Ringer, der in beiden Stilarten, dem griechisch-römischen und dem freien Stil erfolgreich war. Seine härtesten Konkurrenten bei diesen deutschen Meisterschaften waren Franz Schmitt aus Aschaffenburg, Manfred Schöndorfer aus Bad Reichenhall und Horst Bergmann aus Lichtenfels.
Nach seiner aktiven Zeit war er Jugendtrainer in Witten.
Klaus Rost starb im August 2023 im Alter von 83 Jahren.

## Größte internationale Erfolge
(OS = Olympische Spiele, WM = Weltmeisterschaften, EM = Europameisterschaften, GR = griechisch-römischer Stil, F = Freistil, Leichtgewicht, damals bis 68 kg Körpergewicht)
| Jahr | Platz  | Wettbewerb          | Stil | Gewichtsklasse | |
| ---- | ------ | ------------------- | ---- | -------------- | --- |
| 1963 | 3.     | WM in Helsingborg   | GR   | Leicht         | mit Siegen über Eckhard Schulz, DDR, Naggar, Syrien, Jurgiel, Polen, Daniel Robin, Frankreich und Niederlagen gegen Dawid Gwandseladse, UdSSR und Stevan Horvat, Jugoslawien |
| 1964 | Silber | OS in Tokio         | F    | Leicht         | mit Siegen über Greig, Neuseeland, Doner, Kanada, Djan, Afghanistan und Niederlagen gegen Enju Valtschew-Dimow, Bulgarien und Chung Dong-Goo, Nordkorea                      |
| 1967 | 5.     | EM in Istanbul      | F    | Leicht         | mit Siegen über Traszi, Ungarn, Spagnoli, Italien und Niederlagen gegen Valtchew und Seyit Ahmet Ağralı, Türkei                                                              |
| 1968 | 4.     | OS in Mexiko-Stadt  | GR   | Leicht         | mit Siegen über El Sheriban, Ägypten, Enache, Rumänien, Eero Tapio, Finnland, Holzer, USA, unentsch. gegen Kazim Ayvaz, Türkei und Niederlage gegen Horvath                  |
| 1969 | 4.     | WM in Mar del Plata | GR   | Leicht         | mit Siegen über Buzzard, USA, Gholami, Iran und unentschieden gegen die späteren erst- und zweitplatzierten Simion Popescu, Rumänien und Sreten Damjanović, Jugoslawien      |

## Erfolge bei deutschen Meisterschaften
| Jahr | Platz | Altersgruppe | Stil | Gewichtsklasse | Ergebnis                                                             |
| ---- | ----- | ------------ | ---- | -------------- | -------------------------------------------------------------------- |
| 1958 | 1.    | Jugend A     | F    | bis 62 kg KG   | vor Dieter Schudlich, Witten und Helmut Zewe, Hüttigweiler           |
| 1959 | 1.    | Senioren     | F    | Leicht         | vor Werner Ziesmer, Essen und Gerhard Füglein, Nürnberg              |
| 1960 | 3.    | Senioren     | F    | Leicht         | hinter Horst Bergmann, Lichtenfels und Gottlieb Neumair, Neuaubing   |
| 1961 | 1.    | Senioren     | F    | Leicht         | vor Fritz Ostermann, Malstatt und Gerhard Füglein                    |
| 1963 | 1.    | Senioren     | F    | Leicht         | vor Edmund Seger, Freiburg und Ernst Knoll, Eppelheim                |
| 1963 | 1.    | Senioren     | GR   | Leicht         | vor Gottlieb Neumair und Franz Schmitt, Aschaffenburg                |
| 1964 | 2.    | Senioren     | GR   | Leicht         | hinter Franz Schmitt und vor Karl-Heinz Schlopsnies, Witten          |
| 1964 | 1.    | Senioren     | F    | Leicht         | vor Horst Bergmann und W. Krauthäuser, Mülheim                       |
| 1965 | 2.    | Senioren     | GR   | Leicht         | hinter Franz Schmitt, vor Edmund Seger                               |
| 1966 | 1.    | Senioren     | GR   | Leicht         | vor Franz Schmitt und Gottlieb Liebl, München                        |
| 1966 | 1.    | Senioren     | F    | Leicht         | vor Horst Bergmann und Peter Zeiher, Brötzingen                      |
| 1967 | 1.    | Senioren     | GR   | Leicht         | vor Franz Schmitt und Jürgen Magin, Friesenheim                      |
| 1968 | 2.    | Senioren     | GR   | Leicht         | hinter Franz Schmitt und vor Manfred Schöndorfer, Bad Reichenhall    |
| 1968 | 1.    | Senioren     | F    | Leicht         | vor Helmut Hölker, Dortmund und Franz Schmitt                        |
| 1969 | 1.    | Senioren     | GR   | Leicht         | vor Manfred Schöndorfer und Arnold Both, Heusweiler                  |
| 1969 | 1.    | Senioren     | F    | Leicht         | vor Helmut Hölker und Peter Rammo, Spiesen                           |
| 1970 | 2.    | Senioren     | GR   | Leicht         | hinter Manfred Schöndorfer und vor Erich Lorbach, Efferen            |
| 1970 | 1.    | Senioren     | F    | Leicht         | vor Willi Betz, Baienfurt und Erich Lorbach                          |
| 1971 | 1.    | Senioren     | F    | Leicht         | vor Hermann Lohr, Efferen und Gerhard Hartmann, Köllerbach           |
| 1972 | 1.    | Senioren     | F    | Leicht         | vor Hermann Lohr und Erich Lorbach                                   |
| 1973 | 1.    | Senioren     | F    | Leicht         | vor Werner Hettich, Freiburg und Gerhard Weisenberger, Aschaffenburg |

Anm.: GR = griechisch-römischer Stil, F = freier Stil